# Ілюшин Олексій Максимович
Олексій Максимович Ілюшин (рос. Алексей Максимович Илюшин; нар. 29 липня 1980) – російський шахіст, гросмейстер від 2001 року.

## Шахова кар'єра
Наприкінці 1990-х років належав до світових лідерів серед юніорів. Чотири рази виграв медалі чемпіонату Європи та світу, в роках: 1997 (Єреван, ЧС до 18 років – срібну), 1998 (Орпеза, ЧС до 18 років – срібну), 1998 (Мурекк, ЧЄ до 18 років – бронзову) і 1999 (Патри, ЧЄ до 20 років – срібну). У 2005 і 2007 роках двічі взяв участь у Кубках світу, які відбулись у Ханти-Мансійську, в обох випадках програвши свої поєдинки в 1-му раунді (відповідно Крішнанові Сашікірану і Леньєрові Домінгесу).
Досягнув низки успіхів на інших турнірах, зокрема:
- поділив 2-ге місце в Генгело (1999, позаду Стеліоса Халкіаса, разом з Яном Густафсоном і Лейфом Ерлендом Йоганнессеном),
- посів 2-ге місце в Саяногорську (2000, позаду Володимира Малахова),
- посів 1-ше місце в Саратові – неодноразово (зокрема, 2002, 2004, 2008),
- поділив 3-тє місце в Онтаріо (2003, турнір 40th Canadian Open, позаду Олександра Моїсеєнка та Олександра Войткевича, разом з Ларрі Крістіансеном і Вальтером Аренсібією)[3],
- посів 1-ше місце у Вітебську (2004),
- поділив 2-ге місце в Москві (2005, турнір Moscow Open, позаду Фарруха Амонатова, разом з Володимиром Добровим, Дмитром Бочаровим, Євгеном Воробйовим, Олександром Ластіним і Антоном Шомоєвим),
- поділив 2-ге місце в Самарі (2006, позаду Євгеном Шапошниковим, разом зі Станіславом Войцеховським і Валерієм Яндеміровим),
- посів 1-ше місце в Барселоні (2007),
- поділив 2-ге місце в Есб'єргу (2008, турнір Кубок Північного моря, позаду Вадима Малахатька, разом з Олександром Євдокімовим).

Примітка: Список успіхів неповний (доповнити від 2009 року).
Найвищий рейтинг Ело в кар'єрі мав станом на 1 жовтня 2008 року, досягнувши 2564 очок займав тоді 60-те місце серед російських шахістів.